# Metaniphargus palpator
Metaniphargus palpator is een vlokreeftensoort uit de familie van de Hadziidae. De wetenschappelijke naam van de soort is voor het eerst geldig gepubliceerd in 1977 door Stock.